# Municipio de Reno Valley
El municipio de Reno Valley (en inglés: Reno Valley Township) es un municipio ubicado en el condado de Pierce en el estado estadounidense de Dakota del Norte. En el año 2010 tenía una población de 38 habitantes y una densidad poblacional de 0,41 personas por km².

## Geografía
El municipio de Reno Valley se encuentra ubicado en las coordenadas 48°13′54″N 99°54′7″O / 48.23167, -99.90194. Según la Oficina del Censo de los Estados Unidos, el municipio tiene una superficie total de 93.12 km², de la cual 89,55 km² corresponden a tierra firme y (3,84 %) 3,57 km² es agua.

## Demografía
Según el censo de 2010, había 38 personas residiendo en el municipio de Reno Valley. La densidad de población era de 0,41 hab./km². De los 38 habitantes, el municipio de Reno Valley estaba compuesto por el 100 % blancos. Del total de la población el 0 % eran hispanos o latinos de cualquier raza.